# 丹尼·霍爾岑
丹尼爾·亞歷山大·霍爾岑（英語：Daniel Alexander Hultzen，1989年11月28日—），為美國職棒大聯盟的投手，為2011年美國職棒大聯盟選秀的選秀榜眼。

## 職業生涯
2008年，高中剛畢業的霍爾岑投入選秀，並在第10輪被響尾蛇選中。但他並未和球隊簽約，而是繼續攻讀大學。
2010年，他在大學拿下10勝3敗，防禦率1.59。隔年還獲選為全美大學最傑出二刀流選手。

### 西雅圖水手
2011年，水手在首輪第二順位選進霍爾岑。而他也和球隊簽下5年635萬美元的合約。2012年，他入選未來之星明星賽。
2013年，霍爾岑肩膀受傷而缺席大部分球季。隔年更是整季報銷。2015年，他僅出賽3場比賽。2016年，他在進行復健賽時舊傷復發，導致又進行另一項手術。2017年，霍爾岑暫時退出棒球界，並獲得學士學位。

### 芝加哥小熊
2018年3月，霍爾岑加入小熊，並在隔年從3A出發。
2019年9月8日，霍爾岑終於登上大聯盟。他在初登板主投1局無失分，球季結束後成為自由球員。2020年1月22日，他再和小熊續約，球季結束後再次成為自由球員。
2021年1月14日，飽受傷病困擾的霍爾岑宣布退休，並加入小熊隊的投球發展部門。

## 外部連結
- 球員資訊和成績在MLB，ESPN，Baseball-Reference，Fangraphs（英文）